# نسخه‌های اروپایی (انتشارات)
نسخه‌های اروپایی - (به انگلیسی: Europa Editions) یک ناشر مستقل برای داستان‌های ادبی، غیر داستانی و داستان‌های جنایی است.

## تاریخچه
این شرکت در سال ۲۰۰۵ میلادی توسط ساندرو فری و ساندرا اوززولا فری تأسیس شد که آنها صاحبان و ناشران نشریه ایتالیایی ادیسیونی E / O نیز هستند.

## مدیران
مایکل رینولدز، مدیر ارشد، دفتر شرکت در نیویورک می‌باشد. کن کنر کارل، که قبلاً مدیرعامل بود اکنون مدیر ارشد بخش مطبوعات در ناشران کارول و گراف می‌باشد. در سال ۲۰۱۳ میلادی، انجمن کتابفروشان مستقل جدید اتیلن، ناشر اروپایی را به عنوان برنده جایزه کاغذی سال خود برگزیده است.

## سوابق و جوایز
نسخه‌های اروپایی در ده سال اول خود کتاب‌هایی را از نویسندگان ۲۶ کشور منتشر کرده است که یکی از برجسته‌ترین ناشران داستانی در بخش ترجمه است. ساندرو فری در یک مصاحبه سال ۲۰۱۳ گفت که این شرکت با هدف ایجاد پلهای بین فرهنگی ایجاد شده است. این شرکت حدود ۳۵ عنوان کتاب در هر سال منتشر می‌کند. ABA و IndieBound دو کتاب از پرفروش ترین‌ها به گزارش نیویورک تایمز، است. سه کتاب این انتشارات برنده جایزه ادبی من بوکر شده، ۵ کتاب برنده جایزه ویراستاران نیویورک تایمز، دو کتاب برنده جایزه گنکور، یک کتاب برنده جایزه کتاب آلمان، و دو داستان برنده جایزه استرگا شده است.

## معروفیت
نسخه‌های اروپایی نه تنها برای انتشار رمان‌های با کیفیت، بلکه برای انتشار رمان‌های برجسته انتشارات‌های آمریکایی معروف است.

## کتابهای تونگا
مجموعه کتابهای تونگا، سرمقاله نوآورانه بود که توسط انتشارات با همکاری نویسنده آمریکایی آلیس سباول، در چهار جلد منتشر شد. نخستین انتشار کتابهای Tonga به مقام دوم نیویورک تایمز دست یافت.

## یادکرد ویکی‌پدیا
- مشارکت‌کنندگان ویکی‌پدیا. «Europa Editions». در دانشنامهٔ ویکی‌پدیای انگلیسی، بازبینی‌شده در ۲۷ ژانویهٔ ۲۰۲۵.